# Ksénia Semiónova
Ksénia Semiónova (Novomoskovsk, Rússia, 20 d'octubre de 1992) és una gimnasta artística russa, campiona del món l'any 2007 en barres asimètriques, i l'any 2010 en el concurs per equips.
Al Mundial de Stuttgart 2007 guanyà la medalla d'or en la competició de barres asimètriques, per davant de nord-americana Nastia Liukin i la xinesa Yang Yilin (bronze). Al Mundial celebrat en Rotterdam (Països Baixos) el 2010 aconseguí l'or per equips, per davant dels Estats Units i Xina; les seves companyes d'equip van ser: Ksénia Afanàssieva, Aliya Mustafina, Tatiana Nabieva, Ekaterina Kurbatova i Anna Dementyeva.